# سیال شبه‌پلاستیک
سیال شبه‌پلاستیک (به انگلیسی: Pseudoplastic fluid) نوعی سیال غیرنیوتونی است که در آن ویسکوزیتهٔ ظاهری با افزایش نرخ کرنش برشی کاهش می‌یابد. این رفتار که به آن نازک‌شوندگی برشی (Shear Thinning) گفته می‌شود، در بسیاری از مواد زیستی، غذایی و صنعتی مشاهده می‌گردد. برخلاف سیالات نیوتونی که ویسکوزیتهٔ ثابتی دارند، در سیالات شبه‌پلاستیک، ویسکوزیته تابع نرخ کرنش است و رابطهٔ تنش-کرنش آن‌ها غیرخطی است.

## ویژگی‌های رئولوژیکی
ویژگی اصلی این سیالات، کاهش پیوستهٔ مقاومت برشی با افزایش نرخ کرنش است. این بدان معناست که در نرخ‌های برش پایین، سیال غلیظ‌تر و در نرخ‌های بالا، روان‌تر می‌شود. این خاصیت موجب می‌شود چنین سیالاتی در شرایط متغیر برش، رفتار هوشمندانه‌ای از خود نشان دهند.
معمولاً رفتار سیال شبه‌پلاستیک با مدل توانی یا مدل Ostwald–de Waele بیان می‌شود:
{\displaystyle \tau =K{\dot {\gamma }}^{n}}
که در آن:
- {\displaystyle \tau }: تنش برشی
- {\displaystyle {\dot {\gamma }}}: نرخ کرنش برشی
- {\displaystyle K}: شاخص قوام (Consistency index)
- {\displaystyle n}: نمای رفتاری (Flow behavior index) که برای سیالات شبه‌پلاستیک مقدار آن **کمتر از ۱** است.

## مدل‌های ریاضی
برای توصیف دقیق‌تر رفتار این سیالات، مدل‌های مختلفی به‌کار می‌روند:
- مدل توانی (Power-law): مناسب برای بازهٔ محدود از نرخ کرنش
- مدل Carreau: مناسب برای رفتار شبه‌نیوتونی در نرخ‌های پایین و رفتار نازک‌شوندگی در نرخ‌های بالا
- مدل Cross: مشابه مدل Carreau با پارامترهای تطبیقی بیشتر
- مدل Herschel–Bulkley: در صورت وجود تنش تسلیم

## تفاوت با سایر سیالات
| نوع سیال   | رفتار تنش – نرخ کرنش | تغییر ویسکوزیته با نرخ کرنش               | مثال                   |
| ---------- | -------------------- | ----------------------------------------- | ---------------------- |
| نیوتونی    | خطی (n=1)            | ندارد (ثابت)                              | آب، هوا، بنزین         |
| شبه‌پلاستیک | زیرخطی (n<1)         | کاهش می‌یابد                               | خون، رنگ، ماست، سس     |
| دیلاتانت   | فوق‌خطی (n>1)         | افزایش می‌یابد                             | محلول نشاسته، بتن تازه |
| بینگهام    | دارای آستانه تنش     | پس از تنش آستانه شبه‌نیوتونی یا شبه‌پلاستیک | خمیر دندان، گل حفاری   |

## کاربردها
سیالات شبه‌پلاستیک در بسیاری از حوزه‌های صنعتی و علمی مورد استفاده قرار می‌گیرند. رفتار نازک‌شوندگی آن‌ها مزایای متعددی دارد؛ از جمله سهولت جریان در شرایط سرعت بالا و پایداری در شرایط ساکن.
| حوزه کاربرد  | توضیحات                                                       |
| ------------ | ------------------------------------------------------------- |
| مهندسی پزشکی | مدل‌سازی جریان خون در رگ‌ها (خصوصاً مویرگ‌ها)                     |
| صنایع غذایی  | طراحی بافت و رئولوژی مواد غذایی مانند سس، ماست، خامه و شکلات  |
| مهندسی شیمی  | طراحی راکتورها، سیستم‌های اختلاط و انتقال برای محلول‌های پلیمری |
| داروسازی     | بهبود پایداری و کنترل آزادسازی دارو در فرمولاسیون‌های نیمه‌جامد |
| نفت و گاز    | مدل‌سازی رفتار سیالات حفاری در انتقال گل                       |
| چاپ و جوهر   | روانی مناسب جوهر در لحظه چاپ و جلوگیری از پخش شدن             |

## نمونه‌های مهم
- خون – نازک‌شوندگی طبیعی در گردش خون
- سس کچاپ – نیاز به تکان برای جاری شدن (همچنین دارای رفتار شبه‌پلاستیک همراه با تنش تسلیم)
- رنگ – پخش آسان با برس اما عدم چکه در حالت سکون
- محلول‌های پلیمری – به‌ویژه پلی‌ساکاریدها و پلی‌اتیلن‌اکسید
- ماست – کاهش مقاومت با هم‌زدن

## تحلیل عددی و محاسباتی
در دینامیک سیالات محاسباتی (CFD)، برای شبیه‌سازی رفتار سیالات شبه‌پلاستیک باید از مدل‌های غیرخطی ویسکوزیته استفاده کرد. در این زمینه مدل‌هایی مانند Carreau و Cross نسبت به مدل توانی ساده ارجحیت دارند؛ چراکه از لحاظ عددی پایدارترند و رفتار را در کل بازه نرخ برش شبیه‌سازی می‌کنند.

## ملاحظات طراحی صنعتی
در طراحی تجهیزات فرآیندی نظیر پمپ‌ها، هم‌زن‌ها و مبدل‌های حرارتی، رفتار شبه‌پلاستیک باید به‌دقت در نظر گرفته شود. به‌طور خاص، کاهش ویسکوزیته در نرخ‌های بالای برش می‌تواند باعث کاهش توان مصرفی شود، اما طراحی نامناسب ممکن است باعث ته‌نشینی مواد یا لخته‌شدن در نرخ‌های پایین گردد.

## مطالعه بیشتر
- سیال غیرنیوتونی
- مدل توانی
- پلاستیسیتی
- رئولوژی
- ویسکوزیته وابسته به نرخ برش
- دینامیک سیالات محاسباتی